# Tmogvi
Tmogvi (em georgiano:  თმოგვი[tʰmɔgvi]; em armênio/arménio:  Թմկաբերդ) é uma fortaleza em ruínas na região de Mesquécia-Javaquécia ao sul da Geórgia, na margem do rio Cura, a poucos quilômetros das cavernas de Vardzia.

## História
O nome "Tmogvi" deriva da palavra georgiana mogvi (მოგვი), cujo significado pode ser "padre pagão" ou "mago". A fortaleza é mencionada pela primeira vez em fontes do nono século. Foi construído como um trabalho defensivo que controlava a antiga rota comercial entre o planalto de Javaquécia e o penhasco de Cura, em um precipício formado pelo Rio Cura. Foi uma fortaleza militar crucial na região de Javaquécia. Os senhores feudais da região eram, na época, os Bagrationi, pertencentes ao ramo georgiano.
A fortaleza ganhou importância depois que a cidade vizinha e a fortaleza de Tsunda foram arruinadas por volta de 900 dC. No início do século XI, a fortaleza estava sob controle direto do reino unificado da Geórgia.

## Arquitetura
O Castelo Tmogvi foi construído no topo de uma montanha do rio Cura. Estende-se por 3 colinas, unidas e rodeadas por um muro (150 metros de comprimento por 3 metros de largura), que complementa a defesa natural oferecida pelas falésias. Várias torres foram construídas em cada colina. Um túnel secreto liga o castelo ao rio para fornecer acesso à água mesmo durante um cerco. A parte ocidental do forte é melhor preservada. Um pequeno número de edifícios permanece dentro do próprio castelo. Supõe-se que um edifício quadrangular feito de tufo em uma base de basalto era uma igreja. Fora de suas muralhas, no lado oeste, a igreja de San Efrén permanece em ruínas, com fragmentos de afrescos do século XIII.

## Na literatura
Em 1902, o poeta nacional armênio Hovhannes Tumanyan escreveu um de seus poemas mais famosos, intitulado A captura de Tmkaberd (Թմկաբերդի առումը).